# ブラックパックビデオ
ブラックパックビデオとは、1983年頃から1985年頃にかけて流通したアダルトビデオの一形態を指す俗語。一般的な流通経路を経ず、カバン屋経由で流通したインディーズ・ビデオである。

## 名称の由来
黒いパッケージだったため、「ブラックパック」や「黒パック」などと呼ばれた。

## 特徴
内容的には、SMなどのアブノーマルものが大半を占める。
ボカシやモザイクなどの光学的な処理ではなく、シェービングクリームを局部に塗るなどして修正を回避している。

## 主な作品
美少女　嬲る
美女愛虐　被虐花